# 닉슨 백악관 테이프

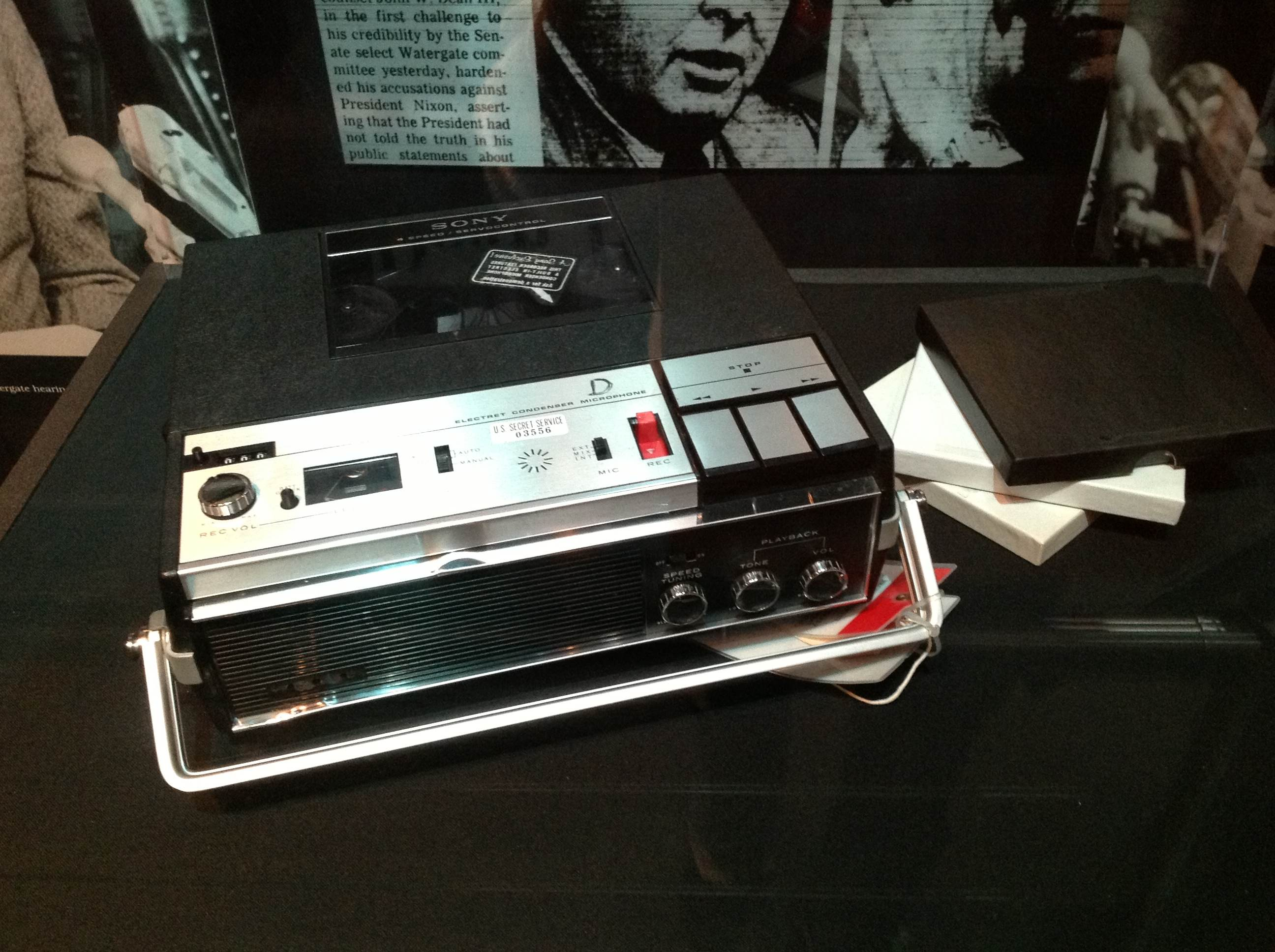
리처드 닉슨의 오벌 오피스 녹음기

1973년과 1974년 워터게이트 사건 중에 리처드 닉슨 미국 대통령과 리처드 닉슨 행정부 관리, 닉슨 가족, 백악관 직원 간의 대화 녹음이 공개되어 닉슨의 사임으로 이어졌다.
1971년 2월, 오벌 오피스와 닉슨의 Wilson desk에는 음성 활성화 녹음 시스템이 설치되었는데, 소니그룹 TC-800B 오픈 릴 녹음기를 사용하여 전화 감청과 숨겨진 마이크를 통해 전송된 오디오를 녹음했다. 이 시스템은 백악관과 캠프 데이비드의 다른 방으로 확장되었다. 이 시스템은 미국 상원 워터게이트 위원회 청문회 결과 대중에 알려진 지 이틀 뒤인 1973년 7월 18일에 꺼졌다. 닉슨은 백악관 대화를 녹음한 최초의 대통령이 아니었다. 1940년부터 닉슨까지 프랭클린 D. 루스벨트부터 모든 대통령이 녹음을 했다.
이 시스템은 1973년 미국 상원 워터게이트 위원회에서 백악관 보좌관 알렉산더 버터필드의 TV 증언 중에 언급되었다. 닉슨이 테이프 소환에 응하지 않은 것이 그의 탄핵소추의 근거가 되었고, 1974년 8월 9일 사임으로 이어졌다.
2013년 8월 19일, 닉슨 대통령 도서관과 미국 국립문서기록관리청은 1973년 4월 9일부터 7월 12일까지의 기간을 다루는 마지막 340시간 분량의 테이프를 공개했다.

## 닉슨 백악관 녹음 시스템의 역사
1969년 1월 취임 직전, 닉슨은 전임자 린든 B. 존슨이 회의 및 전화 통화를 녹음하는 시스템을 설치했다는 사실을 알게 되었다. 그의 비서실장 해리 로빈스 홀더먼에 따르면, 닉슨은 시스템을 제거하라고 명령했지만, 대통령 재임 첫 2년 동안 다른 수단을 시도한 후 대화와 결정에 대한 완전하고 충실한 기록을 보장하는 유일한 방법은 오디오 녹음뿐이라는 결론에 도달했다. 닉슨의 요청에 따라 홀더먼과 그의 참모들(부비서관 알렉산더 버터필드 포함)은 미국 비밀경호국과 협력하여 녹음 시스템을 설치했다.
1971년 2월 16일, 백악관의 두 방, 오벌 오피스와 캐비닛룸에 녹음 시스템이 설치되었다. 세 달 후, Old Executive Office Building에 있는 닉슨의 개인 사무실에 마이크가 추가되었고, 다음 해에는 캠프 데이비드의 대통령 숙소에 마이크가 설치되었다. 이 시스템은 비밀경호국에 의해 설치되고 모니터링되었으며, 테이프는 백악관 지하실의 방에 보관되었다. 오벌 오피스, Old Executive Office Building, 그리고 닉슨이 백악관에서 가장 좋아했던 방인 링컨의 거실을 포함한 주요 전화선도 도청되었다. 전화 통화는 백악관 교환대에서 전화선을 도청하여 거주지 지하실의 옷장에 있는 녹음기로 대화를 중계하는 방식으로 녹음되었다. 캐비닛룸을 제외한 모든 오디오 장비는 음성 활성화 방식이었다. 백악관의 모든 위치는 대통령 경호국의 "영부인 위치 확인" 시스템에 의해 활성화되었다. 장교가 대통령이 오벌 오피스에 있다고 시스템에 알리면 녹음 장치가 켜져 소리에 반응하여 녹음할 준비를 했다.
설계상 닉슨과 홀더먼 외에 극히 소수의 인원(버터필드, 홀더먼의 보좌관 Lawrence Higby, 그리고 이를 설치한 비밀경호국 기술자들)만이 녹음 시스템의 존재를 알고 있었다. 녹음은 최대 9대의 소니 TC-800B 기계를 사용하여 초당 15⁄16 인치%s의 느린 속도로 매우 얇은 0.5밀리미터(12.7µm) 테이프에 이루어졌다.
테이프에는 약 3,700시간 분량의 대화가 담겨 있다. 수백 시간 분량은 외교 정책에 대한 논의이며, 1972년 중국 방문 및 이후 소련 방문 계획을 포함한다. 3,500시간 중 200시간만이 워터게이트를 언급하며 녹음된 자료의 5% 미만이 전사 또는 출판되었다.

## 녹음 시스템의 폭로
백악관 녹음 시스템의 존재는 1973년 7월 13일 상원 위원회 직원 Donald Sanders가 백악관 보좌관 알렉산더 버터필드와의 인터뷰에서 처음으로 확인했다. 사흘 후, 버터필드가 상원 고문 프레드 톰프슨으로부터 백악관 녹음 시스템의 가능성에 대해 질문을 받았을 때, 그의 텔레비전 증언을 통해 공개되었다.
1973년 7월 16일, 버터필드는 TV 청문회에서 닉슨이 모든 대화를 자동으로 녹음하도록 백악관에 녹음 시스템을 설치하라고 명령했다고 위원회에 진술했다. 전 미국 법무부 송무차관이었던 특별검사 아치볼드 콕스는 지방법원 판사 존 시리카에게 소환장을 발부하여 백악관 법률고문 존 딘의 증언을 확인하기 위한 9개의 관련 테이프를 제출하도록 요청했다.

### 토요일 밤의 학살
닉슨은 처음에 테이프 공개를 거부하면서 두 가지 이유를 제시했다. 첫째, 행정 특권의 헌법적 원칙이 테이프에 적용되며 헌법 내의 권력 분립과 견제와 균형을 인용했고, 둘째, 국가 안보에 필수적이라고 주장했다. 1973년 10월 19일, 그는 타협안을 제시했다. 닉슨은 존 C. 스테니스 민주당 미국 상원의원이 테이프의 정확성을 검토하고 요약하여 특별검사 사무실에 보고할 것을 제안했다. 콕스는 타협안을 거부했고, 1973년 10월 20일 토요일, 닉슨은 엘리엇 리처드슨 법무장관에게 콕스를 해고하라고 명령했다. 리처드슨은 거부하고 사임했고, 부법무장관 윌리엄 럭셀하우스도 콕스를 해고하라는 요청을 받았지만 거부하고 사임했다. 법무부의 송무차관이자 대행 책임자였던 로버트 보크가 콕스를 해고했다. 닉슨은 1973년 11월 1일 Leon Jaworski를 특별검사로 임명했다.

### 18½분 공백
닉슨의 비서 로즈 마리 우즈에 따르면, 1973년 9월 29일, 그녀는 1972년 6월 20일 녹음을 검토하던 중 전사 도중 "끔찍한 실수"를 저질렀다고 한다. 나중에 전시물 60으로 분류된 Uher 5000에서 테이프를 재생하던 중 전화가 왔다. Uher 5000의 정지 버튼을 누르려다가 실수로 옆에 있는 녹음 버튼을 눌렀다고 한다. 전화 통화 시간 동안, 약 5분 동안 그녀는 장치의 페달에 발을 얹어 테이프의 5분 분량이 다시 녹음되게 했다. 그녀가 테이프를 들었을 때, 그 공백은 18+1⁄2분으로 늘어났다. 그녀는 나중에 남은 13분 간의 잡음에는 자신이 책임이 없다고 주장했다.
녹음에서 누락된 내용은 알 수 없지만, 이 공백은 워터게이트 침입 3일 후 닉슨과 홀더먼 간의 대화 중에 발생한다. 닉슨은 공백 동안 논의된 주제를 알지 못한다고 주장했다. 회의에 대한 홀더먼의 기록에 따르면 논의 주제 중에는 워터게이트 호텔에서의 체포도 있었다. 백악관 변호사들은 1973년 11월 14일 저녁에 처음으로 공백에 대해 들었으며, 테이프 소환장을 발행했던 시리카 판사에게는 대통령 변호사들이 "무고한 설명이 없다"고 결정한 후인 11월 21일까지 통보되지 않았다.

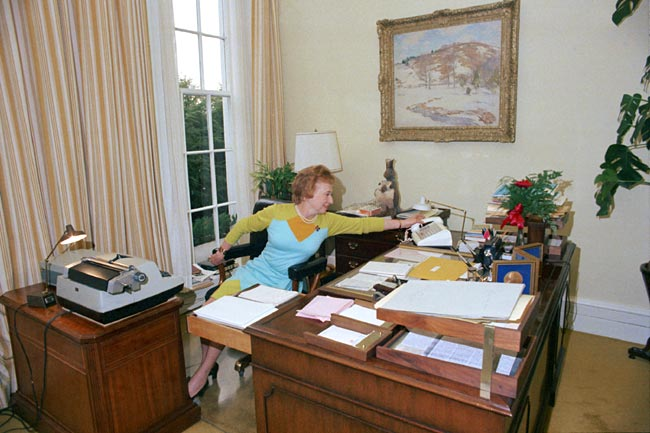
로즈 마리 우즈가 실수로 공백을 만들었을 수 있는 자세를 시연하려는 모습

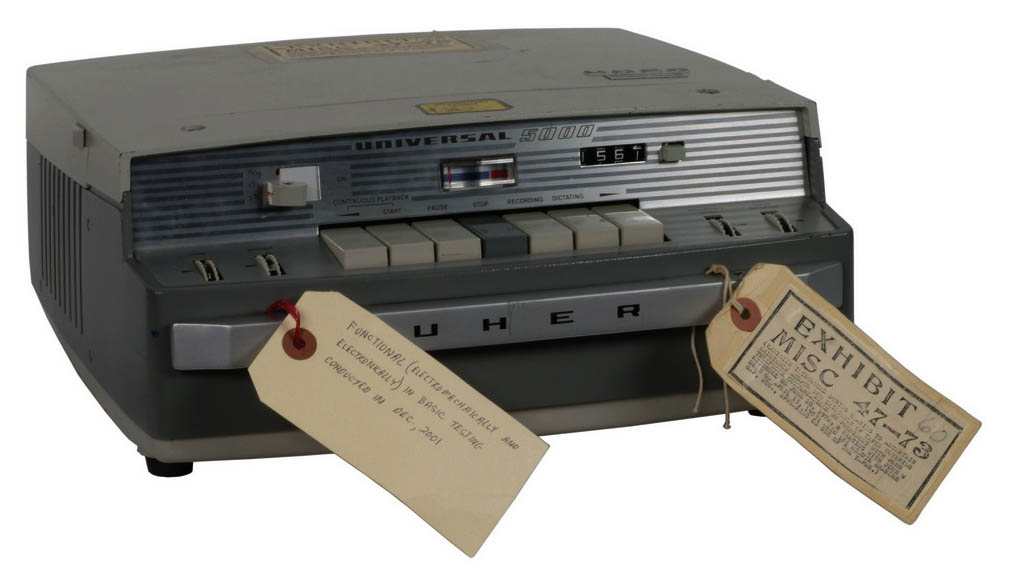
증거 태그가 붙은 Uher 5000

우즈는 사고가 발생했을 때 앉아 있던 자세를 시연해달라는 요청을 받았다. 책상에 앉아 왼쪽 어깨 너머로 멀리 떨어진 전화에 손을 뻗으면서 발로는 transcription machine을 제어하는 페달을 밟았다. 시연 중 그녀의 자세는 "로즈 마리 스트레치"라고 불렸으며, 많은 정치 평론가들이 이 설명의 타당성에 의문을 제기하게 만들었다.
1975년 대배심 인터뷰에서 닉슨은 처음에 테이프에서 4분만 누락되었다고 믿었다고 말했다. 그는 나중에 18분이 누락되었다는 소식을 들었을 때 "거의 폭발할 지경이었다"고 말했다.
존 딘 닉슨 백악관 법률고문은 2014년 저서 《닉슨의 변론》에서 현재 이용 가능한 전체 녹음 자료가 "민주당 전국위원회 본부 침입 및 도청의 이유에 대해 백악관이 무엇을 알고 있었는지, 그리고 1972년 6월 20일 대화 중 악명 높은 18분 30초 공백 동안 무엇이 지워졌는지, 그리고 그 이유는 무엇인지에 대한 질문에 대부분 답한다"고 제안한다.
테이프를 지울 수 있었던 사람에 대해서는 다양한 제안이 나왔다. 몇 년 후, 백악관 비서실장 알렉산더 헤이그는 지우기가 닉슨 자신에 의해 야기되었을 가능성도 있다고 추측했다. 헤이그에 따르면, 대통령은 기계 장치를 이해하고 작동하는 데 "놀랍도록 무능"했으며, 문제의 테이프를 검토하는 과정에서 녹음기 제어 장치를 더듬다가 지우기를 일으켰을 수 있다고 한다. 그러나 헤이그는 지우기가 실수로 발생했는지 의도적으로 발생했는지는 말할 수 없었다. 1973년에 헤이그는 미확인된 "불길한 힘"에 의해 지우기가 발생했다고 큰 소리로 추측했다. 다른 이들은 헤이그가 닉슨과 공모하여 테이프를 고의적으로 지우는 데 연루되었거나, 지우기가 백악관 변호사에 의해 이루어졌다고 제안했다.

#### 수사
닉슨 자신도 테이프가 어떻게 지워졌는지에 대한 첫 번째 조사를 시작했다. 그는 집중적인 조사였지만 아무것도 밝혀내지 못했다고 주장했다.
1973년 11월 21일, 시리카는 백악관과 특별 검사단이 공동으로 지명한 전문가 패널을 임명했다. 패널은 증거 테이프, 오벌 오피스 및 행정동에 있는 7대의 녹음기, 그리고 2대의 Uher 5000 녹음기를 제공받았다. 전시물 60으로 표시된 한 대의 녹음기는 "비밀경호국"이라고 표시되어 있었고, 다른 한 대인 전시물 60B는 발 페달이 함께 제공되었다. 패널은 잡음이 중요하지 않으며, 공백은 전시물 60 녹음기에서 수행된 지우기 작업의 결과라고 판단했다. 패널은 또한 녹음이 최소 5개(최대 9개)의 별도 세그먼트로 구성되어 있으며, 최소 5개의 세그먼트가 수동 조작을 필요로 한다는 것을 확인했다. 즉, 발 페달을 사용하여 수행할 수 없었다는 것이다. 패널은 나중에 법원으로부터 청문회 중에 나온 다른 설명들을 고려해 달라는 요청을 받았다. 1974년 5월 31일자 최종 보고서에 따르면, 이러한 다른 설명들은 원래의 발견과 모순되지 않았다.
미국 국립문서기록관리청은 테이프를 소유하고 있으며, 가장 최근인 2003년에도 누락된 부분을 복구하려고 여러 차례 시도했지만 실패했다. 현재 테이프는 미래 기술로 누락된 오디오를 복원할 수 있을 경우를 대비하여 기후 제어 금고에 보관되어 있다. 기업 보안 전문가 필 멜링거는 누락된 18+1⁄2분을 묘사한 홀더먼의 손글씨 메모를 복원하는 프로젝트를 시작했지만, 그 노력 역시 새로운 정보를 내놓지는 못했다.

### "스모킹 건" 테이프

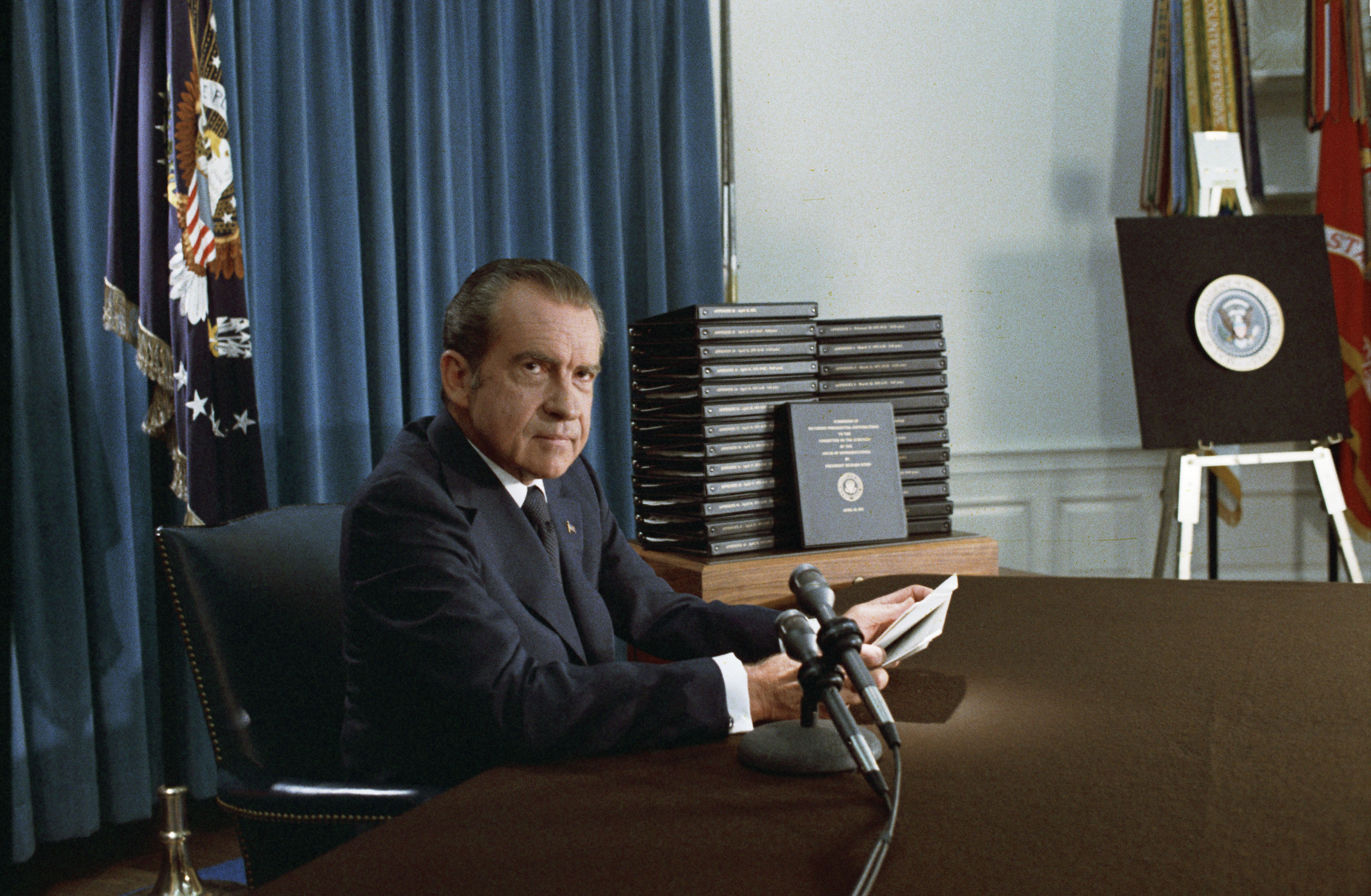
닉슨이 전사본을 공개하는 모습

1974년 4월 11일, 미국 하원 사법위원회는 백악관 대화 42건의 테이프를 소환했다. 그 달 말, 닉슨은 소환된 테이프의 편집된 전사본 1,200페이지 이상을 공개했지만, 실제 테이프는 행정 특권을 다시 주장하며 제출을 거부했다. 사법위원회는 닉슨의 편집된 전사본이 소환장을 준수하지 않는다며 이를 거부했다.
시리카는 자워스키의 요청에 따라, 기소된 전 닉슨 행정부 관리들에 대한 형사 사건 증거로 사용하기 위해 대통령 대화 64건의 테이프에 대한 소환장을 발부했다. 닉슨은 거부했고, 자워스키는 닉슨이 테이프를 제출하도록 강제하기 위해 미국 연방 대법원에 항소했다. 1974년 7월 24일, 대법원은 닉슨에게 테이프 공개를 명령했다. United States v. Nixon 판결에서 8대 0으로 (윌리엄 렌퀴스트 대법관은 존 N. 미첼 법무장관 밑에서 일했기 때문에 제척되었다) 닉슨 대통령이 법원이 어떠한 대통령의 행정 특권 주장도 의문 없이 존중해야 한다고 주장한 것이 틀렸다고 판시했다.
백악관은 8월 5일에 소환된 테이프를 공개했다. 나중에 "스모킹 건" 테이프로 알려진 한 테이프는 워터게이트 은폐의 초기 단계를 기록했다. 이 테이프에서 닉슨과 홀더먼은 CIA가 국가 안보와 관련이 있다고 FBI에 거짓 주장하도록 하여 수사를 차단하는 계획을 세우는 것이 들린다. 이는 닉슨이 워터게이트 침입 직후 백악관과의 연관성을 통보받았으며, 수사를 저지할 계획을 승인했음을 보여주었다. 테이프 공개와 함께 발표된 성명에서 닉슨은 백악관 개입에 대해 언제 통보받았는지에 대해 국가를 오도한 책임을 인정하며, 기억 상실을 겪었다고 밝혔다.
"스모킹 건" 전사본이 공개되자 닉슨의 정치적 지지는 사실상 사라졌다. 위원회에서 탄핵에 반대표를 던졌던 하원 사법위원회 공화당 의원 10명은 이제 문제가 하원 본회의에 도달하면 탄핵에 찬성표를 던질 것이라고 밝혔다. 닉슨에 대한 의회 지지가 얼마나 빠르게 사라졌는지 보여주는 척도로, 배리 골드워터와 휴 스콧 상원의원은 15명 이상의 상원의원이 무죄 선고를 고려할 의향이 없다고 추정했다. 만약 34명 미만의 상원의원이 무죄를 선고하지 않았다면 닉슨은 탄핵되었을 것이다. 이제 닉슨은 하원에서 확실한 탄핵에 직면했고, 상원에서도 확실한 유죄 판결과 해임에 직면했다. 자신의 입장이 더 이상 유지될 수 없음을 깨달은 닉슨은 1974년 8월 8일 목요일 저녁에 사임했으며, 다음날 정오부터 효력이 발생했다.

## 퇴임 후
닉슨의 사임 후, 연방 정부는 1974년 Presidential Recordings and Materials Preservation Act에 따라 테이프를 포함한 그의 모든 대통령 기록물을 통제하게 되었다. 연방 정부가 그의 기록물을 압류한 시점부터 그가 사망할 때까지, 닉슨은 테이프 통제권을 놓고 빈번한 법적 분쟁에 휩싸였다. 그는 1974년 법이 권력 분립과 행정 특권의 헌법적 원칙을 위반하고, 그의 개인 사생활 권리와 수정 헌법 제1조의 결사의 자유를 침해했기 때문에 위헌이라고 주장했다.
법적 분쟁은 1994년 닉슨의 사망 이후에도 25년간 계속되었다. 그는 처음에 여러 소송에서 패소했지만, 1998년 법원은 약 820시간의 테이프와 4,200만 페이지의 문서가 그의 개인 사유 재산이므로 그의 유산에 반환되어야 한다고 판결했다. 그러나 닉슨은 법원 판결 당시 이미 4년 전에 사망했으므로, 수년간의 테이프 관련 법적 분쟁 이후 이 판결은 의미 없는 진전이었을 수 있다.
2007년 7월 11일, 미국 국립문서기록관리청은 이전에 사설로 운영되던 리처드 닉슨 도서관 및 박물관에 대한 공식적인 통제권을 부여받았다. 이 시설은 현재 테이프를 보관하고 있으며, 온라인과 공공 영역에서 이용 가능한 추가 테이프를 주기적으로 대중에게 공개한다.

## 더 읽어보기
- Bolt, Richard H.; Cooper, Franklin S.; Flanagan, James L.; McKniqht, John G.; Stockham Jr., Thomas G.; Weiss, Mark R. (1974년 5월 31일). “EOB Tape of June 20, 1972: Report on a Technical Investigation Conducted for the U.S. District Court for the District of Columbia by the Advisory Panel on White House Tapes” (PDF). 《aes.org》..
- Brinkley, Douglas; Nichter, Luke A. (2014). 《The Nixon Tapes: 1971–1972》. Boston: Houghton Mifflin Harcourt. ISBN 978-0-544-27415-0.
- Brinkley, Douglas; Nichter, Luke A. (2015). 《The Nixon Tapes: 1973》. Boston: Houghton Mifflin Harcourt. ISBN 978-0-544-61053-8.
- “The Crisis: The Secretary and the Tapes Tangle”. 《Time》. 1973년 12월 10일. 2007년 9월 3일에 원본 문서에서 보존된 문서.
- Doyle, James (1977). 《Not Above the Law: the battles of Watergate prosecutors Cox and Jaworski》. New York: William Morrow and Company. ISBN 0-688-03192-7.
- Hughes, Ken (2014). 《Chasing Shadows: The Nixon Tapes, the Chennault Affair, and the Origins of Watergate》. Charlottesville: University of Virginia Press. ISBN 978-0-8139-3663-5.
- Kissinger, Henry (1982년 3월 8일). “Watergate: The Smoking Gun”. 《Time》.
- Nixon, Richard (1974). 《The White House Transcripts》. New York: Viking Press. ISBN 0-670-76324-1. OCLC 1095702.